# Chigorodó
Chigorodó ist eine Gemeinde (municipio) in der Region Urabá im Departamento Antioquia in Kolumbien.

## Geographie
Chigorodó liegt auf einer Höhe von 34 Metern 306 Kilometer nördlich von Medellín in der Region Urabá in der Nähe des Karibischen Meers. Die Jahresdurchschnittstemperatur beträgt 28 °C. An die Gemeinde grenzen im Norden Carepa, im Osten das Departamento Córdoba (Tierralta) und im Süden Mutatá und Turbo und im Westen Turbo.

## Bevölkerung
Die Gemeinde Chigorodó hat 61.714 Einwohner, von denen 52.594 im städtischen Teil (cabecera municipal) der Gemeinde leben (Stand: 2022).

## Geschichte
Chigorodó wurde 1878 gegründet und erhielt 1915 den Status einer Gemeinde. Der Ursprung des Namens ist indigen und bedeutet Guadua-Fluss.

## Wirtschaft
Der wichtigste Wirtschaftszweig in Chigorodó ist die Landwirtschaft. Es werden Bananen, Reis, Maniok und Mais angebaut. Außerdem spielen Rinderproduktion, Bergbau und Kunsthandwerk eine Rolle.

## Söhne und Töchter der Stadt
- Juan Zúñiga (* 1985), Fußballspieler
- Jaime Castañeda (* 1986), Radrennfahrer
- Danilo Asprilla (* 1989), Fußballspieler
- Evelis Aguilar (* 1993), Leichtathletin